# Cúp bóng đá U-20 nữ châu Á 2024
Cúp bóng đá U-20 nữ châu Á 2024 là giải đấu thứ 11 của Cúp bóng đá U-20 nữ châu Á (trước năm 2021 được biết đến với tên gọi Giải vô địch bóng đá nữ U-19 châu Á), giải vô địch bóng đá trẻ quốc tế được Liên đoàn bóng đá châu Á (AFC) tổ chức hai năm một lần cho các đội tuyển U-20 nữ của châu Á.
Giải đấu được tổ chức tại Uzbekistan từ ngày 3 đến ngày 16 tháng 3 năm 2024. Tổng cộng có tám đội sẽ thi đấu trong giải đấu.
Bốn đội tuyển có thành tích xuất sắc nhất sẽ giành quyền tham dự Giải vô địch bóng đá nữ U-20 thế giới 2024, với tư cách là đại diện của AFC. Nhật Bản là đương kim vô địch, nhưng đã không thể bảo vệ thành công danh hiệu khi nhận thất bại 1–2 trước CHDCND Triều Tiên trong trận chung kết.

## Vòng loại
Nước chủ nhà và ba đội hàng đầu của giải đấu trước đó vào năm 2019 sẽ tự động vượt qua vòng loại, trong khi bốn đội còn lại sẽ được quyết định theo vòng loại. Sẽ có hai vòng các trận đấu vòng loại, với vòng đầu tiên diễn ra từ ngày 6–12 tháng 3 năm 2023 và vòng thứ hai dự kiến diễn ra từ ngày 3–11 tháng 6 năm 2023.

### Các đội đủ điều kiện
| Đội tuyển         | Tư cách tham dự         | Số lần tham dự | Thành tích tốt nhất                          |
| ----------------- | ----------------------- | -------------- | -------------------------------------------- |
| Uzbekistan        | Chủ nhà                 | 5              | Vòng bảng (2002, 2004, 2015, 2017)           |
| Nhật Bản          | Vô địch (2019)          | 11             | Vô địch (2002, 2009, 2011, 2015, 2017, 2019) |
| CHDCND Triều Tiên | Á quân (2019)           | 11             | Vô địch (2007)                               |
| Hàn Quốc          | Hạng ba (2019)          | 11             | Vô địch (2004, 2013)                         |
| Úc                | Nhất bảng A (Vòng loại) | 9              | Hạng ba (2006)                               |
| Việt Nam          | Nhì bảng A (Vòng loại)  | 6              | Tứ kết (2004)                                |
| Trung Quốc        | Nhất bảng B (Vòng loại) | 11             | Vô địch (2006)                               |
| Đài Bắc Trung Hoa | Nhì bảng B (Vòng loại)  | 5              | Á quân (2002)                                |

## Địa điểm thi đấu
Các trận đấu đều được diễn ra ở hai địa điểm tại Tashkent.
| Tashkent         | Tashkent              |
| ---------------- | --------------------- |
| Sân vận động JAR | Sân vận động Do'stlik |
| Sức chứa: 8,500  | Sức chứa: 10,000      |
|                  |                       |
| Tashkent         |                       |

## Bốc thăm
Lễ bốc thăm được tổ chức vào ngày 15 tháng 12 năm 2023 tại trụ sở AFC ở Kuala Lumpur, Malaysia.
Tám đội được rút thăm thành hai bảng bốn đội.  Các đội được xếp hạt giống theo thành tích của họ trong giải đấu chung kết Giải vô địch bóng đá nữ U-19 châu Á 2019 và vòng loại, với đội chủ nhà Uzbekistan tự động được xếp hạt giống và được xếp vào Vị trí A1  trong trận hòa.
| Nhóm 1                            | Nhóm 2                           | Nhóm 3              | Nhóm 4                           |
| --------------------------------- | -------------------------------- | ------------------- | -------------------------------- |
| 1. Uzbekistan (hosts) 2. Nhật Bản | 1. CHDCND Triều Tiên 2. Hàn Quốc | 1. Úc 2. Trung Quốc | 1. Việt Nam 2. Đài Bắc Trung Hoa |

## Đội hình
Các cầu thủ sinh từ ngày 1 tháng 1 năm 2004 đến ngày 31 tháng 12 năm 2008 đủ điều kiện tham gia giải đấu. Mỗi đội phải đăng ký một đội hình tối thiểu 18 cầu thủ và tối đa 23 cầu thủ, trong đó tối thiểu 3 cầu thủ phải là thủ môn (quy định điều 21.2 và 26.3).

## Vòng bảng
Các tiêu chí vòng bảng
Các đội được xếp hạng theo điểm (3 điểm cho một trận thắng, 1 điểm cho một trận hòa, 0 điểm nếu thua) và nếu bằng điểm, các tiêu chí hòa sau đây sẽ được áp dụng, theo thứ tự đã cho, để xác định thứ hạng:
1. Điểm trong các trận đối đầu giữa các đội bằng điểm;
2. Hiệu số bàn thắng bại trong các trận đối đầu giữa các đội bằng điểm;
3. Hiệu số bàn thắng bại trong tất cả các trận đấu vòng bảng;
4. Nếu có nhiều hơn hai đội bằng điểm và sau khi áp dụng tất cả các tiêu chí đối đầu ở trên, một tập hợp con các đội vẫn hòa, tất cả các tiêu chí đối đầu ở trên sẽ được áp dụng lại riêng cho tập hợp con các đội này;
5. Hiệu số bàn thắng bại trong tất cả các trận đấu vòng bảng;
6. Bàn thắng ghi được trong tất cả các trận đấu vòng bảng;
7. Đá luân lưu nếu chỉ có hai đội hòa nhau và gặp nhau ở lượt cuối cùng của bảng;
8. Điểm kỷ luật (thẻ vàng = 1 điểm, thẻ đỏ do 2 thẻ vàng = 3 điểm, thẻ đỏ trực tiếp = 3 điểm, thẻ vàng tiếp theo thẻ đỏ trực tiếp = 4 điểm);
9. Quyết định bốc thăm của ban tổ chức.

Tất cả các trận đấu diễn ra theo giờ địa phương (UTC+5).

### Bảng A
| VT | Đội               | ST | T | H | B | BT | BB | HS  | Đ | Giành quyền tham dự                                                   |
| -- | ----------------- | -- | - | - | - | -- | -- | --- | - | --------------------------------------------------------------------- |
| 1  | Úc                | 3  | 3 | 0 | 0 | 7  | 1  | +6  | 9 | Vòng đấu loại trực tiếp và Giải vô địch bóng đá nữ U-20 thế giới 2024 |
| 2  | Hàn Quốc          | 3  | 2 | 0 | 1 | 20 | 2  | +18 | 6 | Vòng đấu loại trực tiếp và Giải vô địch bóng đá nữ U-20 thế giới 2024 |
| 3  | Đài Bắc Trung Hoa | 3  | 1 | 0 | 2 | 2  | 9  | −7  | 3 |                                                                       |
| 4  | Uzbekistan (H)    | 3  | 0 | 0 | 3 | 0  | 17 | −17 | 0 |                                                                       |

| Hàn Quốc             | 1–2      | Úc                                 |
| -------------------- | -------- | ---------------------------------- |
| - Jeon Yu-gyeong 25' | Chi tiết | - Trimis 73' - Thomas-Chinnama 90' |

| Uzbekistan | 0–2      | Đài Bắc Trung Hoa                       |
| ---------- | -------- | --------------------------------------- |
|            | Chi tiết | - He Jia-chuan 50' - Chen Yu-chin 90+1' |

| Đài Bắc Trung Hoa | 0–6      | Hàn Quốc                                                                             |
| ----------------- | -------- | ------------------------------------------------------------------------------------ |
|                   | Chi tiết | - Jeon Yu-gyeong 28', 36' - Kim Shin-ji 54' - Bae Ye-bin 64' - Won Chae-eun 65', 79' |

| Úc                      | 2–0      | Uzbekistan |
| ----------------------- | -------- | ---------- |
| - Galic 5' - Trimis 38' | Chi tiết |            |

| Uzbekistan | 0–13     | Hàn Quốc |
| ---------- | -------- | --- |
|            | Chi tiết | - Hong Chae-bin 8', 22', 34' - Yang Eun-seo 10', 49', 66' - Kim Jih-yeon 20' - Hwang Da-yeong 45+2', 61' - Nam Seung-eun 70' - Kang Eun-young 74' - Eom Mink-young 83' - Jeon Yu-gyeong 89' |

| Úc                                  | 3–0      | Đài Bắc Trung Hoa |
| ----------------------------------- | -------- | ----------------- |
| - Nash 20' - Kruger 40' - Cicco 82' | Chi tiết |                   |

### Bảng B
| VT | Đội               | ST | T | H | B | BT | BB | HS  | Đ | Giành quyền tham dự                                                   |
| -- | ----------------- | -- | - | - | - | -- | -- | --- | - | --------------------------------------------------------------------- |
| 1  | CHDCND Triều Tiên | 3  | 2 | 1 | 0 | 8  | 1  | +7  | 7 | Vòng đấu loại trực tiếp và Giải vô địch bóng đá nữ U-20 thế giới 2024 |
| 2  | Nhật Bản          | 3  | 2 | 0 | 1 | 12 | 1  | +11 | 6 | Vòng đấu loại trực tiếp và Giải vô địch bóng đá nữ U-20 thế giới 2024 |
| 3  | Trung Quốc        | 3  | 1 | 1 | 1 | 7  | 4  | +3  | 4 |                                                                       |
| 4  | Việt Nam          | 3  | 0 | 0 | 3 | 1  | 22 | −21 | 0 |                                                                       |

| CHDCND Triều Tiên    | 1–1      | Trung Quốc       |
| -------------------- | -------- | ---------------- |
| - Kim Song-gyong 84' | Chi tiết | - Huo Yuexin 88' |

| Nhật Bản | 10–0     | Việt Nam |
| --- | -------- | -------- |
| - Matsukubo 11', 31', 44' - Hijikata 57', 64' - Tsujisawa 67' - Sasaki 70' - Sasai 73' - Yoneda 83' - Shirasawa 84' | Chi tiết |          |

| Việt Nam | 0–6      | CHDCND Triều Tiên                                                                                             |
| -------- | -------- | --- |
|          | Chi tiết | - Chae Un-yong 3' - Min Kyong-jin 5' - Pak Mi-ryong 14', 32' - Lê Thị Bảo Trâm 36' (l.n.) - Hyon Ji-hyang 52' |

| Trung Quốc | 0–2      | Nhật Bản                   |
| ---------- | -------- | -------------------------- |
|            | Chi tiết | - Hijikata 26' - Amano 88' |

| Nhật Bản | 0–1      | CHDCND Triều Tiên  |
| -------- | -------- | ------------------ |
|          | Chi tiết | - Chae Un-yong 22' |

| Trung Quốc                                                                | 6–1      | Việt Nam               |
| ------------------------------------------------------------------------- | -------- | ---------------------- |
| - Yu Jiaqi 11', 80' - Lu Jiayu 15', 76' - Xia Lejiao 17' - Huo Yuexin 82' | Chi tiết | - Ngọc Minh Chuyên 74' |

## Vòng đấu loại trực tiếp

### Sơ đồ
|  | Bán kết           | Bán kết           |                    |   | Chung kết | Chung kết |
|  |                   |                   |                    |   |           |           |
|  | 13 tháng 3        |                   |                    |   |           |           |
|  |                   |                   |                    |   |           |           |
|  | Úc                | 1                 |                    |   |           |           |
|  | Úc                | 1                 | 16 tháng 3         |   |           |           |
|  | Nhật Bản          | 5                 |                    |   |           |           |
|  | Nhật Bản          | 5                 | Nhật Bản           | 1 |           |           |
|  | 13 tháng 3        |                   | Nhật Bản           | 1 |           |           |
|  |                   | CHDCND Triều Tiên | 2                  |   |           |           |
|  | CHDCND Triều Tiên | CHDCND Triều Tiên | 2                  | 3 |           |           |
|  | CHDCND Triều Tiên |                   |                    | 3 |           |           |
|  | Hàn Quốc          | 0                 |                    |   |           |           |
|  | Hàn Quốc          | 0                 | Trận tranh hạng ba |   |           |           |
|  |                   |                   |                    |   |           |           |
|  | 16 tháng 3        |                   |                    |   |           |           |
|  |                   |                   |                    |   |           |           |
|  | Úc                | 1                 |                    |   |           |           |
|  | Úc                | 1                 |                    |   |           |           |
|  | Hàn Quốc          | 0                 |                    |   |           |           |

### Bán kết
| Úc           | 1–5      | Nhật Bản                                                                            |
| ------------ | -------- | ----------------------------------------------------------------------------------- |
| - Trimis 13' | Chi tiết | - Yoneda 3' - Shiragaki 63' - Hijikata 83' - Sasai 88' - Thomas-Chinnama 89' (l.n.) |

| CHDCND Triều Tiên                                    | 3–0      | Hàn Quốc |
| ---------------------------------------------------- | -------- | -------- |
| - Choe Il-son 45' - Jong Kum 51' - Hwang Yu-yong 78' | Chi tiết |          |

### Trận tranh hạng ba
| Úc          | 1–0      | Hàn Quốc |
| ----------- | -------- | -------- |
| - Gooch 78' | Chi tiết |          |

### Chung kết
| Nhật Bản        | 1–2 | CHDCND Triều Tiên         |
| --------------- | --- | ------------------------- |
| - Tsujisawa 20' |     | - Jon Ryong-yong 44', 86' |

## Cầu thủ ghi bàn
Đã có 70 bàn thắng ghi được trong 16 trận đấu, trung bình 4.38 bàn thắng mỗi trận đấu.
4 bàn thắng
- Maya Hijikata
- Jeon Yu-gyeong

3 bàn thắng
- Peta Trimis
- Manaka Matsukubo
- Hong Chae-bin
- Yang Eun-seo

2 bàn thắng
- Huo Yuexin
- Yu Jiaqi
- Lu Jiayu
- Hiromi Yoneda
- Chinari Sasai
- Ai Tsujisawa
- Chae Un-yong
- Pak Mi-ryong
- Jon Ryong-jong
- Won Chae-eun
- Hwang Da-yeong

1 bàn thắng
- Naomi Thomas-Chinnama
- Claudia Cicco
- Daniela Galic
- Jessika Nash
- Zara Kruger
- Lara Gooch
- Xia Lejiao
- Chen Yu-Chin
- He Jia-Chuan
- Rio Sasaki
- Chinari Sasai
- Yuri Shirisawa
- Hiromi Yoneda
- Suzu Amano
- Uno Shiragaki
- Kim Song-gyong
- Hyon Ji-hyang
- Min Kyong-jin
- Choe Il-son
- Jong Kum
- Hwang Yu-yong
- Bae Ye-bin
- Kim Shin-ji
- Nam Seung-eun
- Kang Eun-young
- Eom Mink-young
- Kim Jih-yeon
- Ngọc Minh Chuyên

1 bàn phản lưới nhà
- Lê Thị Bảo Trâm (trong trận gặp CHDCND Triều Tiên)
- Naomi Thomas-Chinnama (trong trận gặp Nhật Bản)

## Các đội tuyển đủ điều kiện tham dự Giải vô địch bóng đá nữ U-20 thế giới 2024
Bốn đội tuyển sau đây từ AFC đủ điều kiện tham dự Giải vô địch bóng đá nữ U-20 thế giới 2024.
| Đội tuyển         | Ngày vượt qua vòng loại | Số lần tham dự trước đây tại Giải vô địch bóng đá nữ U-20 thế giới |
| ----------------- | ----------------------- | ------------------------------------------------------------------ |
| Nhật Bản          | 7 tháng 3 năm 2024      | 7 (2002, 2008, 2010, 2012, 2016, 2018, 2022)                       |
| Úc                | 9 tháng 3 năm 2024      | 4 (2002, 2004, 2006, 2022)                                         |
| Hàn Quốc          | 9 tháng 3 năm 2024      | 6 (2004, 2010, 2012, 2014, 2016, 2022)                             |
| CHDCND Triều Tiên | 10 tháng 3 năm 2024     | 7 (2006, 2008, 2010, 2012, 2014, 2016, 2018)                       |

1 Chữ đậm chỉ đội vô địch năm đó. Chữ nghiêng chỉ đội chủ nhà năm đó.